# جهانیان جهانگشت
جلال‌الدین حسین بخاری‌ ملقب به مخدوم جهانیان‌ از عارفان طریقت سهروردیه در هندوستان بود که با شاهان دودمان تغلق‌شاهیان نزدیک بود و توصیه‌های او به شخص شاه انجام می‌پذیرفت. جلال‌الدین سفرهای طولانی در جهان اسلام داشت و هفت سال در مکه و مدینه اقامت نمود. همچنین به مصر، شام، عدن، یمن، لبنان، بیت‌المقدس، بصره، الجزیره، بلخ، کازرون، بخارا و خراسان سفرهایی داشت و لقب «جهانیان جهانگشت» نیز گرفت. او ماجرای سفرهایش را در سفرنامه مخدوم جهانیان آورده‌است. حسینی بخاری معتقد بود شخص نباید فقط مرید یک مرشد باشد و باید از دیگر بزرگان و عارفان نیز بهره ببرد.